# Веслі Клер Мітчелл
Веслі Клер Мітчелл (англ. Wesley Clair Mitchell; 5 серпня 1874 — 29 жовтня 1948 рр.) — американський економіст і статистик, представник гарвардської школи.

## Життєпис
Викладав у Колумбійському університеті. Президент Економетричного товариства (1942—1943). Президент Американської економічної асоціації в 1924 р. Нагороджений медаллю Френсіса Уокера (1947).
Намагався використовувати статистичний аналіз для доказу положень інституціоналізму. Досліджував природу економічних циклів, очолював (1920—1945) Національне бюро економічних досліджень, яке в той період було орієнтоване на збір і класифікацію фактичних даних про економічні процеси, не претендуючи на оцінку економічної політики держави та розроблення рекомендацій для неї. Набули популярності його роботи щодо індексів гуртових цін.
Запропонував Гарвардський барометр.